# ベトジェットエア

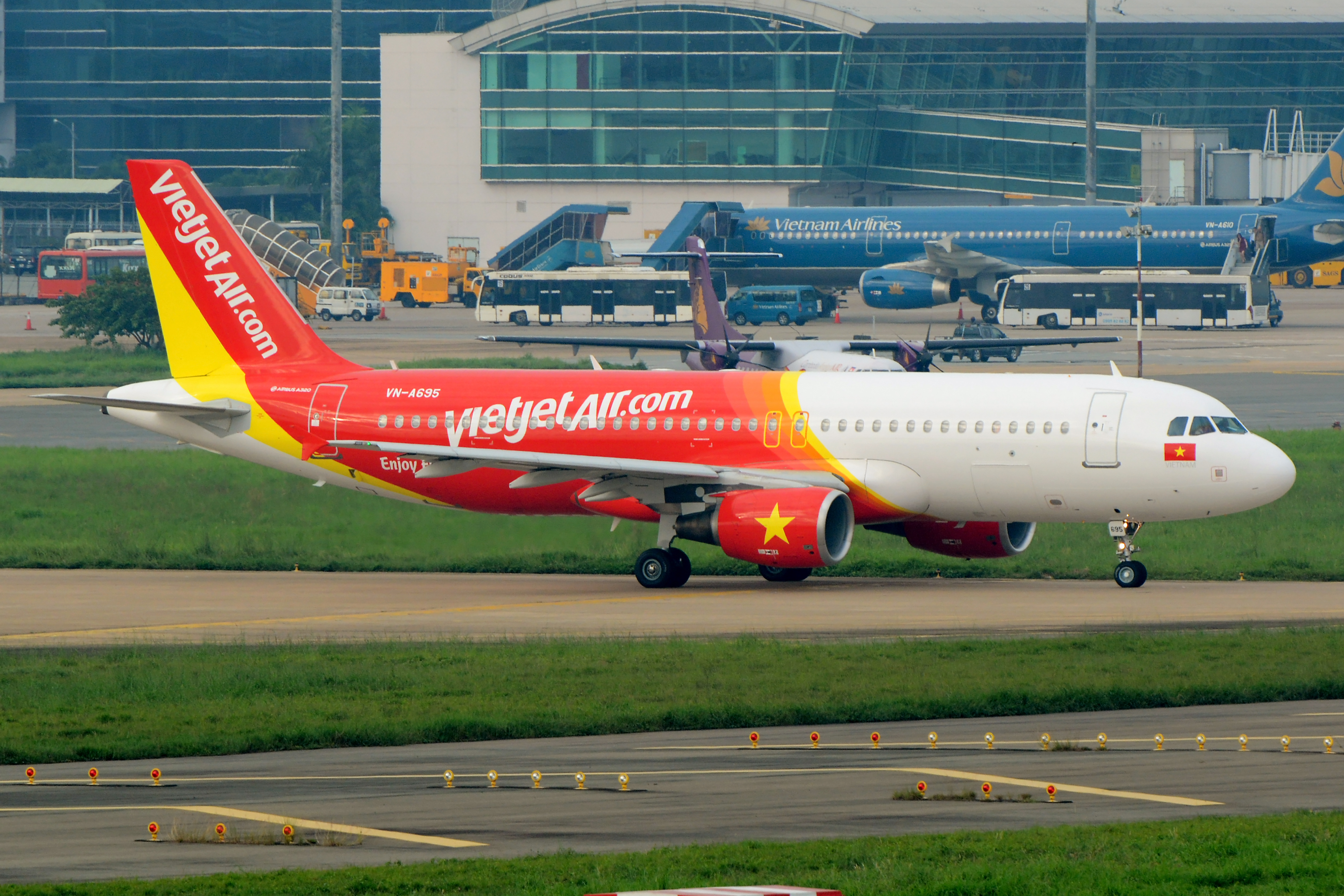
エアバスA320-200

ベトジェットエア （Vietjet Air）は、ベトナムの格安航空会社である。ベトナム初の民間航空会社。Sovico Holdings傘下。

エアバスA321-200

## 沿革
2007年に設立。当初はエアアジアとの合弁で「ベトジェット・エアアジア」として運航する予定であったが、ベトナム政府の外資規制方針によって、エアアジアとしての運航が許されなかった。その後、エアアジアが資本を引き上げた後、2011年12月25日から運航を開始した。
2012年に新規路線就航記念として、ビキニ姿のモデルが機内で踊るイベントを実施し、国内外で話題を集めたが、問題視したベトナム当局により地方航空規制違反で罰せられた。

## 代表
CEOのグエン・ティ・フオン・タオ (Nguyễn Thị Phương Thảo)は、親会社のSovico Holdingsの共同創業者・会長であり、東南アジアの女性として自力で成功した初のビリオネア（＝総資産10億ドル以上）でもある。既婚で4人の子を持つ。1970年にハノイで生まれ、ロシアのプレハーノフ記念ロシア経済アカデミー、ドミトリ・メンデレーエフ化学技術大学で金融と経営を学んだ。日本などアジア諸国の衣料品、オフィス機器、肥料などをモスクワで販売して資産を作り、帰国後ベトナム初の民間銀行であるテクコムバンク（Techcombank）とベトナム国際商業銀行（VIB）などに投資、その後、2007年にベトジェットエアを設立した。
Sovico Holdingsは1980年代後半にメディア事業者として始まり、1992年からは産業機械、建設機械、特殊車両、鉄鋼、肥料などを扱う商社となり、ソ連のベトナム商業組合の立ち上げにも携わった。1997年に金融業に進出し、2008年に社名をSovicoからSovico Holdingsに変更して、航空のほか、金融（HD Bank=ホーチミン市開発銀行）、不動産（都市開発やベトナム最大級のビーチリゾートを複数所有）、水力発電など20以上の子会社と約2万人の従業員を抱えるベトナム有数のコングロマリット企業（複合企業）となった。

## 保有機材
| 機種                  | 運用機数 | 発注機数 | 客席 | 客席 | 客席 | 備考                           |
| 機種                  | 運用機数 | 発注機数 | J    | Y    | 計   | 備考                           |
| --------------------- | -------- | -------- | ---- | ---- | ---- | ------------------------------ |
| エアバスA320-200      | 17       | —        | —    | 180  | 180  |                                |
| エアバスA321-200      | 36       | —        | —    | 230  | 230  |                                |
| エアバスA321neo       | 27       | —        | —    | 230  | 230  |                                |
| エアバスA330-300      | 7        | —        | 12   | 365  | 377  |                                |
| エアバスA321XLR       | —        | —        |      |      |      |                                |
| ボーイング737 MAX 8   | —        | 20       |      |      |      |                                |
| ボーイング737 MAX 10  | —        | 80       |      |      |      |                                |
| ボーイング737 MAX 200 | —        | 100      |      |      |      |                                |
| COMAC C909            | 2        | —        |      |      |      | 成都航空からのウェット・リース |
| 合計                  | 87       |          |      |      |      |                                |

- 2014年2月11日、シンガポール・エアショーでA320シリーズ(A320neo含む）を100機超の発注契約を締結[11]。
- 2016年5月23日、当時のアメリカ合衆国大統領バラク・オバマのベトナム訪問中に、ベトナム共産党書記長グエン・フー・チョンと同席の会談で、ボーイングと737 MAX 200を100機契約[12]。
- 2018年7月18日、ボーイングと737 MAX（MAX8:20機とMAX10:80機）を計100機の購入覚書(MOU)を締結[13]。翌日19日、エアバスとA321neoを50機発注する覚書(MOU)を締結[14]。

## 就航都市
| ベトジェットエア 就航都市 | ベトジェットエア 就航都市 | ベトジェットエア 就航都市            | ベトジェットエア 就航都市 |
| ------------------------- | ------------------------- | ------------------------------------ | ------------------------- |
| 国                        | 都市                      | 空港                                 | 備考                      |
| 東南アジア                |                           |                                      |                           |
| ベトナム                  | ハノイ                    | ノイバイ国際空港                     |                           |
| ベトナム                  | ホーチミン市              | タンソンニャット国際空港             |                           |
| ベトナム                  | バンメトート              | バンメトート空港                     |                           |
| ベトナム                  | カントー                  | カントー国際空港                     |                           |
| ベトナム                  | チュライ                  | チュライ空港                         |                           |
| ベトナム                  | ダラット                  | リエンクオン国際空港                 |                           |
| ベトナム                  | ダナン                    | ダナン国際空港                       |                           |
| ベトナム                  | ディエンビエンフー        | ディエンビエン空港                   |                           |
| ベトナム                  | ドンホイ                  | ドンホイ空港                         |                           |
| ベトナム                  | ハイフォン                | カットビ国際空港                     |                           |
| ベトナム                  | フエ                      | フバイ国際空港                       |                           |
| ベトナム                  | ニャチャン                | カムラン国際空港                     |                           |
| ベトナム                  | フーコック島              | フーコック国際空港                   |                           |
| ベトナム                  | プレイク                  | プレイク空港                         |                           |
| ベトナム                  | ヴァンドン                | ヴァンドン国際空港                   |                           |
| ベトナム                  | フーカット                | フーカット空港                       |                           |
| ベトナム                  | トースアン                | トースアン空港                       |                           |
| ベトナム                  | トゥイホア                | トゥイホア空港                       |                           |
| ベトナム                  | ヴィン                    | ヴィン国際空港                       |                           |
| カンボジア                | シェムリアップ            | シェムリアップ・アンコール国際空港   |                           |
| ラオス                    | ヴィエンチャン            | ワットタイ国際空港                   |                           |
| タイ                      | バンコク                  | スワンナプーム国際空港               |                           |
| タイ                      | プーケット                | プーケット国際空港                   |                           |
| マレーシア                | クアラルンプール          | クアラルンプール国際空港             |                           |
| シンガポール              | シンガポール              | シンガポール・チャンギ国際空港       |                           |
| インドネシア              | ジャカルタ                | スカルノ・ハッタ国際空港             |                           |
| インドネシア              | バリ                      | ングラ・ライ国際空港                 |                           |
| 東アジア                  |                           |                                      |                           |
| 日本                      | 東京                      | 東京国際空港                         |                           |
| 日本                      | 東京                      | 成田国際空港                         |                           |
| 日本                      | 大阪                      | 関西国際空港                         |                           |
| 日本                      | 名古屋                    | 中部国際空港                         |                           |
| 日本                      | 福岡                      | 福岡空港                             |                           |
| 日本                      | 広島                      | 広島空港                             |                           |
| 韓国                      | ソウル                    | 仁川国際空港                         |                           |
| 韓国                      | 釜山                      | 金海国際空港                         |                           |
| 韓国                      | 大邱                      | 大邱国際空港                         |                           |
| 中国                      | 上海                      | 上海浦東国際空港                     |                           |
| 中国                      | 北京                      | 北京大興国際空港                     |                           |
| 中国                      | 成都                      | 成都天府国際空港                     |                           |
| 中国                      | 西安                      | 西安咸陽国際空港                     |                           |
| 中国                      | 広州                      | 広州白雲国際空港                     |                           |
| 香港                      | 香港                      | 香港国際空港                         |                           |
| マカオ                    | マカオ                    | マカオ国際空港                       |                           |
| 台湾                      | 台北                      | 台湾桃園国際空港                     |                           |
| 台湾                      | 台中                      | 台中国際空港                         |                           |
| 台湾                      | 高雄                      | 高雄国際空港                         |                           |
| 南アジア                  |                           |                                      |                           |
| インド                    | デリー                    | インディラ・ガンディー国際空港       |                           |
| インド                    | アフマダーバード          | アフマダーバード空港                 |                           |
| インド                    | ムンバイ                  | チャトラパティ・シヴァージー国際空港 |                           |
| インド                    | コーチ                    | コーチン国際空港                     |                           |
| オセアニア                |                           |                                      |                           |
| オーストラリア            | アデレード                | アデレード空港                       |                           |
| オーストラリア            | ブリスベン                | ブリスベン空港                       |                           |
| オーストラリア            | メルボルン                | メルボルン空港                       |                           |
| オーストラリア            | パース                    | パース空港                           |                           |
| オーストラリア            | シドニー                  | シドニー国際空港                     |                           |

2024年5月現在

## 日本との関係

### 日本への運航便
機材や運航日などの正確な情報は公式サイトを参照。
| 便名      | 路線       | 路線      | 機材         | コード シェア |
| --------- | ---------- | --------- | ------------ | ------------- |
| VJ820/821 | ホーチミン | 東京/羽田 | エアバスA321 |               |
| VJ822/823 | ホーチミン | 東京/成田 | エアバスA321 | JL            |
| VJ828/829 | ホーチミン | 大阪/関西 | エアバスA321 |               |
| VJ856/857 | ホーチミン | 中部      | エアバスA321 |               |
| VJ832/833 | ホーチミン | 福岡      | エアバスA321 |               |
| VJ932/933 | ハノイ     | 東京/成田 | エアバスA321 |               |
| VJ934/935 | ハノイ     | 東京/成田 | エアバスA321 |               |
| VJ930/931 | ハノイ     | 大阪/関西 | エアバスA321 | JL            |
| VJ938/939 | ハノイ     | 大阪/関西 | エアバスA321 | JL            |
| VJ920/921 | ハノイ     | 中部      | エアバスA321 |               |
| VJ959/958 | ハノイ     | 福岡      | エアバスA321 |               |
| VJ952/953 | ハノイ     | 広島      | エアバスA320 |               |

### 日本との歴史
- 2017年7月25日、日本航空と、顧客の利便性とサービス向上、相互送客による企業価値向上を目的とした包括的業務提携で覚書を締結[15][16]。
- 2018年5月7日、日本の国土交通省より、外国人国際航空運送事業の経営許可を受けた[17]。
- 2018年11月8日、関西-ハノイ線に就航[18][19]。
- 2018年12月14日、関西-ホーチミン線に就航[20][18][19]。
- 2019年1月11日、成田-ハノイ線に就航[19]。
- 2019年7月12日、成田-ホーチミン線に新規就航[21]。
- 2019年10月27日、羽田-ダナン線に就航[22]。
- 2020年9月29日から、成田-ホーチミン線の運航を再開[23]。
- 2022年7月2日から、名古屋・福岡-ハノイ線に就航[24][25]。
- 2023年4月27日から、羽田-ホーチミン線に新規就航[26]。
- 2024年5月12日、広島-ハノイ線に新規就航[27]。
- 2025年4月24日より、中部-ホーチミン線に新規就航[28]。
- 2025年4月25日より、福岡-ホーチミン線に新規就航[28]。
- 2025年4月30日と5月4日の2日限定で、神戸-ダナン線のチャーター直行便を運航。神戸空港の国際化を記念して運航される[29]。

## サービス ほか
- 機内に持ち込める手荷物は7kg以下、有料で預けられる手荷物は32kg以下となっている[30]。
- 座席指定[31]、機内食、飲料など[32]は有料である。
- "SkyBoss"と呼ばれる航空券を購入すると、最優先の事前座席指定、優先チェックイン、空港ラウンジの利用、搭乗ゲートまで車両による送迎、優先搭乗、機内での軽食、優先降機などのサービスが受けられる[33]。また、日本航空からのチケット購入でベトジェットエア機材となった場合はエコノミークラスでも、この座席を追加料金無しで使用できる。
- プロモーションの一環として、「ベトジェット・セクシー」と称し、機内で女性モデルらがビキニやドレスなどでダンスをする「ファッションショー」を実施している[34][35]。ビキニ姿の客室乗務員の写真が掲載されたカレンダーも作成されている[36]。
- 抽選会も開催され、無料航空券などの贈り物が贈呈されるキャンペーンプロモーションを、ベトナム当局不許可で実施し、罰金を科されたりしているが、罰金額は日本円で75,000円ほどであった。[要出典]
- また、機内で結婚式を挙げることもできる。なお料金は無料。高度1万メートルで、一生の愛を誓うことができる。ただし、参列者は一般の乗客である。[要出典]